# Comuna Ardanovo, Irșava
Ardanovo (în ucraineană Арданово) este o comună în raionul Irșava, regiunea Transcarpatia, Ucraina, formată din satele Ardanovo (reședința), Dunkovîțea și Mideanîțea.

## Demografie
Componența lingvistică a comunei Ardanovo
     Ucraineană (99,91%)
     Alte limbi (0,06%)
Conform recensământului din 2001, majoritatea populației comunei Ardanovo era vorbitoare de ucraineană (99,91%), existând în minoritate și vorbitori de alte limbi.